# Манципация
Манципа́ция (лат. mancipatio, от лат. manus — «рука» и лат. capio — «беру») — в римском праве акт фиксации перехода права собственности (приобретения manus) от одного лица к другому, при котором отчуждаемая вещь в присутствии пяти свидетелей и весовщика передавалась приобретателю при произнесении строго определённых словесных форм и выполнении обряда с весами с медным слитком.

## Деление вещей на манципируемые и неманципируемые
Важнейшие вещи, являвшиеся наиболее ценными для земледелия, носили наименование лат. res mancipi — манципируемые вещи. К ним относились италийские земли, рабы и скот, служивший для обработки земли, а также земельные (предиальные) сервитуты как разновидность бестелесных вещей. Все другие вещи назывались лат. res nec mancipi — неманципируемые вещи. Практическое отличие этих видов вещей состояло в том, что приобретение права собственности на вещь, входящую в число res mancipi, не могло происходить путём неформальной передачи (лат. traditio) вещи собственником другому лицу — для этого либо проводилась манципация, либо лат. in iure cessio («уступка в суде»), то есть мнимый судебный спор.
Форма манципации имела место во всех отраслях частного права Древнего Рима. В формальностях манципации ряд исследователей усматривает общественный контроль как пережиток эпохи общественной собственности, на основе чего делают вывод, что право индивидуальной собственности на res mancipi возникло позднее, чем на остальные вещи. Тем не менее в имеющихся источниках изучения римского права нет достоверных данных о возникновении деления на res mancipi и res nec mancipi.
Деление res mancipi и res nec mancipi отпало ко времени абсолютной монархии. Составители Кодификации Юстиниана также произвели изменение классических текстов, где слово mancipatio было заменено на traditio, означавшее неформальную передачу вещи.

## Обряд манципации
Согласно Институциям Гая «Манципация состоит… в мнимой (воображаемой) продаже. Эта форма приобретения собственности свойственна только римским гражданам и совершается следующим образом. Пригласив не менее пяти совершеннолетних римских граждан в качестве свидетелей и сверх того ещё одно лицо того же состояния, называвшееся весовщиком, которое держало бы в руках медные весы, покупатель же, держа медный брусок, говорит так: Hunc ego hominem ex iure quiritium meum esse aio isque mihi emptus esto hoc aere aeneaque libra (с лат. — «Утверждаю, что этот раб по праву квиритов принадлежит мне, и что он должен считаться купленным мною за этот металл и посредством этих медных весов»); затем он ударяет этим металлом об весы и передаёт его как покупную сумму тому, от кого приобретает вещь».